# Fantômas (zespół muzyczny)
Fantômas – grupa muzyczna powstała w  Kalifornii w 1998.
Nazwa zespołu pochodzi od tytułu serii wydawanych jeszcze przed  I wojną światową francuskich powieści kryminalnych. Postać Fantomasa jest antybohaterem, który popełnia najbardziej odrażające zbrodnie. Fantomas jest każdym i nikim, jest wszędzie i nigdzie, toczącym bezlitosną wojnę z burżuazyjnym społeczeństwem, w którym się obraca.
Grupa powstała z inicjatywy wokalisty Mike'a Pattona tuż po zakończeniu działalności jego macierzystej formacji Faith No More. Mając w dorobku eksperymentalny materiał, rozesłał go zaprzyjaźnionym muzykom - w zamyśle chciał utworzyć tzw. supergrupę, a zasilić ją mieli gitarzyści Buzz Osborne, Trevor Dunn oraz perkusista Igor Cavalera. Ten ostatni, nie wykazując zainteresowania projektem, zaproponował na to stanowisko Dave'a Lombardo, znanego przede wszystkim z grupy Slayer. Lombardo przystał na propozycję i tym samym grupa Mike'a Pattona mogła przystąpić do prac nad materiałem.
Muzyczne korzenie zawierają się w szeroko pojętym heavy metalu, na co wpływ mają przede wszystkim macierzyste formacje muzyków tworzących ten projekt. Wysokie umiejętności techniczne muzyków pozwalają im na poruszanie się w dowolnych konwencjach i gatunkach - tworzą muzykę inspirowaną zarówno przez hardcore czy death metal, jak i muzykę z kreskówek i ścieżki dźwiękowe. Określana jest ona mianem dada metal (patrz dadaizm).

## Muzycy
Obecny skład zespołu
- Mike Patton - śpiew, głosy (1998)
- Buzz "King Buzzo" "El Hombre" Osborne - gitara elektryczna (od 1998)
- Dave Lombardo - perkusja (od 1998)
- Trevor Dunn - gitara basowa (od 1998)

Muzycy koncertowi
- Terry Bozzio - perkusja, instrumenty perkusyjne (2005)

## Dyskografia
| 1999                           | Fantômas - Data: 26 kwietnia 1999 - Wydawca: Ipecac Recordings                                                                          | —   | —   | —  | —  |
| 2001                           | The Director's Cut - Data: 9 lipca 2001 - Wydawca: Ipecac Recordings                                                                    | —   | —   | —  | 18 |
| 2004                           | Delìrium Còrdia - Data: 24 stycznia 2004 - Wydawca: Ipecac Recordings                                                                   | 183 | 118 | —  | —  |
| 2005                           | Animali in Calore Surriscaldati con Ipertermia Genitale/Cat in Red (split z Melt-Banana) - Data: sierpień 2005 - Wydawca: Unhip Records | —   | —   | —  | —  |
| 2005                           | Suspended Animation - Data: 14 czerwca 2005 - Wydawca: Ipecac Recordings                                                                | 158 | 129 | 43 | 49 |
| "—" pozycja nie była notowana. | |     |     |    |    |

| 2002                           | Millennium Monsterwork 2000 (CD/DI) - Data: 1 kwietnia 2002 - Wydawca: Ipecac Recordings                       | 45 | 21 |
| 2008                           | Live From London 2006 (split z The Melvins; DVD) - Data: 26 sierpnia 2008 - Wydawca: Ipecac Recordings         | —  | —  |
| 2011                           | The Director's Cut Live: A New Year's Revolution (DI/DVD) - Data: 6 września 2011 - Wydawca: Ipecac Recordings | —  | —  |
| "—" pozycja nie była notowana. | |    |    |